# گرفنویسباخ
گرفنویسباخ (به آلمانی: Grävenwiesbach) یک منطقهٔ مسکونی در آلمان است که در هخ‌تاونوسکرایس واقع شده‌است. گرفنویسباخ ۵٬۲۷۴ نفر جمعیت دارد.